# Zack Wright
Pour les articles homonymes, voir Wright.
Zackary « Zack » Wright, né le 5 février 1984 à Austin (États-Unis), est un joueur de basket-ball professionnel. Il possède la double nationalité américaine et bosnienne et joue pour l'équipe nationale de Bosnie-Herzégovine.

## Biographie

### Carrière universitaire
En 2003, Wright rejoint l'université de Little Rock, dans l'Arkansas, durant sa première année en NCAA 1. Il tourne alors à 7,7 points, 1,3 passe et 2,5 rebonds par matchs en 19 minutes. La seconde année, son rôle évolue un peu, tout comme son temps de jeu. En 25 minutes par match, il marque 11,1 points, délivre 2,8 passes et prend 3,9 rebonds par matchs. Il atteint les 33 minutes de jeu durant sa troisième année où il obtient des statistiques de 12,2 points, 5,9 passes et 5 rebonds par match.
Pendant l'été 2006, le joueur commet une erreur de parcours et alors qu'il jouit d'une certaine cote de popularité auprès des scouts du pays à l'issue de sa troisième saison à Arkansas Little Rock, le joueur décide de quitter le programme et rejoint alors l'université du Missouri Central (en) et la NCAA 2 où avec un rôle beaucoup plus important que par le passé, il marque 19,1 points par match, donne 3,9 passes et prend 6,1 rebonds. Au terme de cette dernière saison universitaire, il est nommé dans la première All-MIAA Team. Avec cette équipe de Missouri, il participe au final four de cette division.

### Carrière professionnelle
Après sa carrière universitaire, Wright rejoint la deuxième division allemande avec le club des New Yorker Phantoms Braunschweig où il marque 24,8 points par match, prend 5,3 rebonds et fait 4,9 passes décisives ; il est nommé joueur de l'année de cette division.
L'année suivante, il rejoint l'Élan sportif chalonnais. Tout au long de la saison il est très complet et est logiquement nommé au All-Star Game français 2008. En fin de saison, il tourne à 10,7 points, 5,9 rebonds, 6,4 passes décisives, 2,6 interceptions et 0,4 contre par match. 
Après cette saison à Chalon, Wright décide de signer au Mans Sarthe Basket pour une saison qu'il terminera avec des moyennes de 7,5 points par match, 5,4 rebonds et 4,3 passes décisives durant la saison régulière avant d'exploser totalement en playoffs, qu'il finira avec 15,5 points, 7 rebonds, 5,5 passes et 2,8 interceptions par match. Il mène son équipe jusqu’à la finale avant de perdre face au Cholet Basket. L'année suivante il signe à Limoges Après avoir bouclé l’arrivée de l’arrière d'Orléans Cedrick Banks. Zack affiche une nouvelle fois des statistiques complètes, cumulant 10,6 points, 4,6 rebonds et 5,3 passes décisives par matchs  Le meneur fait les frais après l'arrivée de Zare Markovski au CSP Limoges sur le banc en remplacement d'Éric Girard (basket-ball). Avant de se faire couper avant la fin de la saison par un club en difficulté.
Il quitte alors la France et part jouer en Grèce la saison suivante sous les couleurs de l'AGO Réthymnon, club situé en Crète. Dans une ligue sans véritable meneur dominant, il impose alors son jeu et sa défense. En 22 matchs, il compile 13,5 points, 5,4 rebonds, 4,1 passes et 2,5 interceptions par match. Malgré le fait qu'il quitte la ligue avant la fin de la saison, il est nommé meilleur défenseur de l'année par le site eurobasket.com. Pour son dernier match de la saison il compile 23 points, 7 rebonds, 4 passes décisives, 8 fautes provoquées pour 37 d'évaluation, soit la meilleure performance de la saison. 
Il rejoint ensuite le Cibona Zagreb afin d'aider le club pour la fin de saison et les playoffs croates. Avec un rôle moindre, il tourne tout de même à 8,7 points, 4 rebonds et 3,5 passes, tout en apportant toujours sa défense, en compilant 2,1 interceptions par match. Le pari est réussi, le Cibona Zagreb devient champion.
Pour sa sixième saison en Europe, Zack Wright signe en Russie avec le club du Spartak Saint-Pétersbourg où il participe aux deux ligues : la VTB United League et la PBL ainsi qu'à l'EuroCoupe. Après un début de saison assez discret où il est le remplaçant de Patrick Beverley et ne dépasse que très rarement les vingt cinq minutes de temps de jeu, le départ de ce dernier fin décembre permet à Wright d'augmenter ses statistiques. Il est élu joueur du mois de janvier en VTB United League en cumulant des statistiques impressionnantes de 17,3 points, 6,3 passes décisives, 4,7 rebonds mais surtout 79,7 % aux tirs.
En août 2013, Wright fait son retour en Allemagne et rejoint le Brose Baskets afin de participer à l'Euroligue. Il réalise un début de saison très correct, marquant 10 points de moyenne à 62,2 % à deux points. Plus en difficulté offensivement en Euroligue, il joue moins et voit son apport statistique baisser durant la grande compétition européenne. Éliminé de l'Euroligue, le club allemand joue en EuroCoupe où Wright réalise de bonnes performances avant de voir son temps de jeu chuter légèrement. 
Libéré par son club en cours de saison, Wright rejoint le Panathinaïkos afin d'aider au poste de meneur un club luttant toujours en Euroligue,. En 12 matchs d'Euroligue, Wright tourne à 6,9 points de moyenne en 18,2 minutes. Le Panathinaïkos se fera éliminer en quart de finale par le CSKA Moscou au terme d'une série de cinq matchs. Également dans un rôle de rotation en championnat, Wright compile 6 points et 1,6 passe en 14,9 minutes de moyenne. Premier au classement avec une seule défaite au terme de la saison régulière, le club grec atteindra les finales des playoffs sans perdre un match avant de venir à bout de l'Olympiakos en cinq rencontres pour devenir champion.
Le 20 août 2014, il prend la direction de la Turquie et rejoint le club d'Istanbul Buyuksehir Belediyesi, nouveau promu en première division turque. Meneur titulaire, il s'impose comme un leader au sein d'un effectif instable où il sera le seul à jouer tous les matchs de la saison. Comme à son habitude, Wright termine cette nouvelle campagne avec des statistiques complètes de 11,8 points, 5,4 rebonds, 4,3 passes et 1,8 interception de moyenne par match. Cependant le bilan collectif sera moins reluisant avec 12 victoires pour 18 défaites, le club termine à la douzième place d'un championnat néanmoins relevé.
Tout à la fin de l'été 2015, le club slovène de l'Union Olimpija annonce la signature du meneur américain qui va ainsi connaitre son septième pays et son onzième club en neuf saisons en Europe.
Le 9 août 2016, l'AS Monaco annonce le retour de Zack Wright en Championnat de France Pro A..
Wright est nommé dans la meilleure équipe de la Ligue des champions 2016-2017 avec le MVP Jordan Theodore, Geórgios Bógris, Aaron Doornekamp et Melvin Ejim.
Il signe officiellement, le 14 juillet 2017, un contrat d'un an pour la saison 2017-2018 à la SIG Strasbourg
De 2018 jusqu'à sa retraite sportive en 2021, il a joué pour la JL de Bourg-en-Bresse.

### Carrière internationale

#### Phase qualificative pour le Championnat d'Europe de basket-ball 2013
Après avoir reçu la nationalité bosnienne en avril 2012, Wright fait ses débuts sous les couleurs de l'équipe nationale de Bosnie-Herzégovine en août 2012. Pour son premier match, il marque 20 points, prend 11 rebonds, délivre quatre passes et réussit le panier de la victoire à 5 secondes de la fin. Il s'impose rapidement comme le leader de cette équipe durant le tournoi de qualification pour l'Euro 2013. Il qualifie son équipe grâce à un bilan de 6 victoires pour 2 défaites. Sur le plan statistique, il est le meilleur rebondeur, passeur et intercepteur de l'équipe. Pour ce tournoi il tourne à 14,6 points, 7 rebonds, 7,4 passes décisives et 2,5 interceptions, il réussit tout cela avec un pourcentage à deux points très respectable de 64 % et 35 minutes de jeu par match. Il est alors considéré comme l'un des joueurs les plus complets du tournoi.

#### Championnat d'Europe 2013
La Bosnie s'est donc qualifié pour l'Eurobasket 2013 et Zack Wright est toujours présent comme le titulaire à la mène. Après son très bon tournoi qualificatif, il se retrouve visé par les défenses adverses et subit un Eurobasket plutôt difficile. À la suite de son premier match correct contre la Lettonie, les statistiques et le temps de jeu de Wright chuteront durant les 4 matchs suivants malgré une bonne combativité sur le terrain. Il termine à 3,4 points, 7,2 rebonds et 1,6 passe décisive en moyenne par match, le tout avec un petit 20,6 % aux tirs tandis que la Bosnie-Herzégovine ne passe pas le premier tour malgré un bilan positif et encourageant de trois victoires pour deux défaites.

## Palmarès

### Palmarès universitaire
- Nommé dans la première All-MIAA Team 2006-2007.

### Palmarès professionnel
- Meilleur joueur de Pro B allemande de la saison 2007-2008.
- Participation au All-Star Game LNB 2008.
- Vainqueur du concours de dunk du All-Star Game LNB 2010.
- Champion de Croatie avec le Cibona Zagreb de la saison 2011-2012.
- Champion de Grèce avec le Panathinaïkos de la saison 2013-2014.
- Vainqueur de la Leaders Cup 2017 avec l'AS Monaco lors de la saison 2016-2017.
- Élu dans la First Basketball Champions League Star Lineup lors de la saison 2016-2017.
- Vainqueur de la Coupe de France 2017-2018 avec Strasbourg.

## Clubs successifs
- 2007-2008 :  New Yorker Phantoms Braunschweig (BBL)
- 2008-2009 :  Élan sportif chalonnais (Pro A)
- 2009-2010 :  Le Mans Sarthe Basket (Pro A)
- 2010-2011 :  Limoges CSP (Pro A)
- 2011-2012 :  AGO Rethmyno (ESAKE) /  Cibona Zagreb (A1 Liga)
- 2012-2013 :   Spartak Saint-Pétersbourg (VTB League)
- 2013-2014 :  Brose Baskets (BBL) /  Panathinaïkos (ESAKE)
- 2014-2015 :  Istanbul B.S.B (TBL)
- 2015-2016 :  Union Olimpija (1. A SKL) /  Avtodor Saratov (VTB League)
- 2016-2017 :  AS Monaco (Pro A)
- 2017-2018 :  SIG Strasbourg (Pro A)
- 2018-2021 :  JL Bourg-en-Bresse (Jeep Élite)